# Parlatoreopsis tsugae
Parlatoreopsis tsugae är en insektsart som beskrevs av Sadao Takagi och Kawai 1966. Parlatoreopsis tsugae ingår i släktet Parlatoreopsis och familjen pansarsköldlöss. Inga underarter finns listade i Catalogue of Life.